# Podospora unicaudata
Podospora unicaudata är en svampart som först beskrevs av C. Moreau & M. Moreau ex G. Sm., och fick sitt nu gällande namn av Cain 1962. Podospora unicaudata ingår i släktet Podospora och familjen Lasiosphaeriaceae.   Inga underarter finns listade i Catalogue of Life.